# 塚田百々花
塚田 百々花（つかだ ももか、2002年5月15日 - ）は、日本のファッションモデル、アイドル。女性アイドルグループ原宿駅前パーティーズ「ふわふわ」の元メンバー。静岡県出身。元ライジングプロダクション所属。

## 略歴
「第23回ピチレモン専属モデルオーディション」で、8500人を超える応募者の中から、塚田、青島心らがグランプリに選ばれる。塚田は、芸能事務所に未所属でのオーディション合格であり、その後、面接を経てライジングプロダクションに所属する。ピチモとして、誌面への登場の他、札幌市で行われたファッションブランドとのコラボイベントに福原遥らとともに出演する。ピチレモンは、2015年12月号を最後に休刊となり、ピチレモン最後のイベント「Pichile ファイナルパーティー supported by Mc Sisiter」に登壇する。以後、ファッションモデルとしての活動の場をLOVE berryに移す。
2016年1月17日、原宿駅前パーティーズ「ふわふわ」への加入が発表される。その後は「ふわふわ」としてのライブパフォーマンスに加えて、バラエティ番組などのテレビ出演
、青年漫画誌のグラビアページへの掲載など活動の幅を広げている。
2020年、集英社『週刊ヤングジャンプ』主催の『制コレ’20』に於いて蓼沼優衣ともに準グランプリ(グランプリは月野有菜)を受賞。
しかし、2022年7月8日付のTwitterを最後に更新が途絶えており、ライジングプロダクションのホームページからプロフィールが削除され、消息不明とされていたが、2023年1月31日に退所を正式に発表している（その後、Twitterも削除された）。

## 人物
- 急遽、2016年1月に「ふわふわ」へ加入するまでは、ダンス経験がなかった。動画を繰り返し見て振付を覚え、同年1月29日の赤坂BLITZ公演は、ヒールを履いてのダンスに戸惑いながらも出演を果たす[6][16]。
- 「ふわふわ」の平塚日菜とともに、静岡市内で開催された「学べるうんこ展BenZoo」の記念イベントへ参加し、その模様は静岡朝日テレビの情報番組コピンクス COSMOSでも放送された。二人は、フンコロガシの観察、透明ケース入りの象のフンでその重さを体験するなど動物の生態を学んだ[12]。
- 自己紹介の時は、エアートランペットを披露する[17][18]。

## 出演

### テレビ
- ワイドナショー （2020年11月1日・2021年2月28日、フジテレビ）[19]
- 超無敵クラス（2021年4月10日・17日、日本テレビ）

### イベント
- Pichile ファイナルパーティー supported by Mc Sisiter（2015年11月1日、イトーヨーカドー木場店）[8]

## 書籍

### 雑誌
- ピチレモン（2015年7月号 - 12月号、学研プラス） - 専属モデル[3][8]
- LOVE berry（2016年 - 、徳間書店） - レギュラーモデル[2][20]
- コロコロアニキ（2019年夏号、小学館）- グラビア[13]
- 週刊ヤングジャンプ（集英社）
  - 2020年40号 - 表紙・巻頭グラビア・センターグラビア・巻末グラビア
  - 2021年2号 - 巻末グラビア
  - 2021年6・7合併特大号[注 3] - 巻末グラビア
  - 2021年23号 - センターグラビア[注 4]
  - 2021年45号 - 表紙・巻頭グラビア・センターグラビア・巻末グラビア
  - 2021年46号 - 表紙・センターグラビア